# 林野調查
林野調查是日治台灣於1910年起到1914年期間由臺灣總督府殖產局以及林野調查課進行的林野調查。根據1915年的調查結果，全台十二廳的林野總計167,054筆、調查甲數973,736甲。官有林野達752,091甲，民有為31,179甲。